# Poindexter Peak
Poindexter Peak är en bergstopp i Antarktis. Den ligger i Västantarktis. Inget land gör anspråk på området. Toppen på Poindexter Peak är 1 215 meter över havet, eller 326 meter över den omgivande terrängen. Bredden vid basen är 9,3 km.
Terrängen runt Poindexter Peak är varierad. Poindexter Peak är den högsta punkten i trakten. Trakten är obefolkad. Det finns inga samhällen i närheten.